# Антенор
Антенор (грец. Αντήνορας) — один із троянських вождів, чоловік Тезно — жриці Афіни й сестри Гекаби, батько Коонта.
Антенор приймав у своєму домі Одіссея й Менелая, коли вони як ахейські посли намагалися повернути назад Єлену. Прихильник угоди з ахейцями, переконував троянців повернути Єлену Менелаєві. За іншими переказами, Антенор був приятелем греків і зрадником батьківщини; він нібито таємно віддав грекам троянський палладій, ліхтарем з міського муру подав знак до атаки Трої і навіть відчинив Троянського коня. Після здобуття Трої греки помилували Антенора й дозволили йому залишити батьківщину.
Він заснував у Лівії місто Кирену. За іншою версією, вирушив до Італії й там заснував Патавій (тепер Падуя).